# Tommy Gunn (basket-ball)
Pour les articles homonymes, voir Tommy Gunn.
Tommy Gunn, né le 17 mars 1981 à Syracuse, New York, est un joueur de basket-ball professionnel américain. Il évolue au poste d'arrière.

## Clubs successifs
- 2004-2005 :  Matrixx Magixx de Nimègue
- 2006-2007 :  Brest (Pro B)
- 2007-2008 :  Poitiers (Pro B)
- 2008-2009 :  Besançon (Pro A)
- 2009-2010 :  Poitiers Basket 86 (Pro A)